# Бритиков, Григорий Иванович
Григорий Иванович Бритиков (1908—1982) — советский организатор кинопроизводства, директор киностудии имени М. Горького (1955—1978). Заслуженный работник культуры РСФСР (1965).

## Биография
Родился в крестьянской семье. Отец умер, когда ему, старшему сыну, исполнилось четыре года.
В 1925 году приехал в Москву, работал, учился на рабфаке, с 1930 по 1933 год служил в пограничных войсках. Во время службы в армии вступил в ВКП(б).
В 1933 году пришёл в кино. Работал начальником отдела киностудии «Мостехфильм».
28 июня 1941 года ушёл добровольцем на фронт. На передовой с 8 августа 1941 года на Смоленском направлении. Служил командиром взвода разведки, политруком взвода пеших разведчиков в 85-м стрелковом полку 1-й гвардейской стрелковой дивизии. Дивизия, в которой он воевал, стала первым гвардейским соединением. Разрывная пуля попала ему в лицо. Его спасли врачи. В 1942 году вернулся в кинематограф. Работал начальником производственного отдела Главного управления по производству научных и учебно-технических фильмов Комитета по делам кинематографии при СНК СССР.
В сентябре 1944 года назначен руководителем представительства «Союзинторгкино» в Польше.
С 1947 года работал управляющим «Совэкспортфильма». 7 февраля 1949 года постановлением секретариата ЦК ВКП(б) «за безответственное отношение к выпуску фильмов „Русский вопрос“ и „Поезд идёт на Восток“ на польском языке» освобождён от своих обязанностей «с использованием его на меньшей должности» и отправлен в Вену представителем «Совэскспортфильма» в Австрии.
В 1950 году переведён на киностудию имени М. Горького и в 1955 году назначен её директором. В 1978 году вышел на пенсию.
Умер 4 сентября 1982 года в Москве.

## Семья
Жена – Ксения Дмитриевна Бритикова (1927–2016).
Сын – Дмитрий Григорьевич Бритиков (1952–2022) – оператор кино и телевидения.

## Награды
- 19.02.1942 — Орден Красной Звезды
- 14.04.1944 — Орден «Знак Почёта»
- 1965 — Заслуженный работник культуры РСФСР
- 03.09.1974 — Орден «Знак Почёта» — за заслуги в развитии советской кинематографии и активное участие в коммунистическом воспитании трудящихся[7]